# Rallye Kanada 1977
Die 5. Rallye Kanada (auch Critérium du Québec genannt) war der 8. Lauf zur Rallye-Weltmeisterschaft 1977. Sie fand vom 14. bis zum 18. September in der Region von Montreal statt.

## Klassifikationen

### Endergebnis
| Rang | Fahrer            | Co-Pilot                  | Auto                    | Zeit (Std./Min./Sek.) | Rückstand Sieger (Std./Min./Sek.) Rückstand V (Min./Sek.) |
| ---- | ----------------- | ------------------------- | ----------------------- | --------------------- | --------------------------------------------------------- |
| 1    | Timo Salonen      | Jaakko Markkula           | Fiat 131 Abarth         | 5:13:54               | 0:00:00 00:00                                             |
| 2    | Simo Lampinen     | Sölve Andreasson          | Fiat 131 Abarth         | 5:18:31               | 0:04:37 04:37                                             |
| 3    | Roger Clark       | Jim Porter                | Ford Escort RS1800 MKII | 5:20:56               | 0:07:02 02:25                                             |
| 4    | John Buffum       | Victoria Dykema-Gauntlett | Triumph TR7             | 5:55:54               | 0:42:00 34:58                                             |
| 5    | Jean-Paul Pérusse | John Bellefleur           | Saab 99 EMS             | 6:10:59               | 0:57:05 15:05                                             |
| 6    | Kenjiro Shinozuka | Ron Richardson            | Mitsubishi Colt Lancer  | 6:12:27               | 0:58:33 01:28                                             |
| 7    | Hendrik Blok      | Rich Crandall             | Mitsubishi Colt Lancer  | 6:16:54               | 1:03:00 04:27                                             |
| 8    | Walter Boyce      | Robin Edwardes            | Triumph TR7             | 6:49:46               | 1:35:52 32:52                                             |
| 9    | Paul Bourgeois    | Paul Normand              | Datsun 510              | 6:58:02               | 1:44:08 08:16                                             |
| 10   | Bob Garsid        | Gary Murakami             | Toyota Corolla          | 7:10:28               | 1:56:34 12:56                                             |

Insgesamt wurden 15 von 51 gemeldeten Fahrzeuge klassiert:

### Herstellerwertung
| Pos. | Team   | Punkte |
| ---- | ------ | ------ |
| 1    | Ford   | 114    |
| 2    | Fiat   | 112    |
| 3    | Toyota | 52     |
| 4    | Opel   | 51     |
| 5    | Datsun | 40     |

Die Fahrer-Weltmeisterschaft wurde erst ab 1979 ausgeschrieben.